# Ölanschläge auf museale Kunstwerke
Bei Ölanschlägen auf museale Kunstwerke bespritzt ein Täter Exponate mit Öl. Im Moment der Tat ist das Öl nahezu transparent, so dass die Attacke zunächst unbemerkt bleibt. Die Schäden treten erst später zutage. Die Zerstörungen variieren je nach Oberfläche, Objekte aus Sandstein werden beispielsweise stark beschädigt, weil das Öl tief in den Stein eindringt. Befürchtet wird, dass sich diese Art von Attentaten mit aggressiveren Substanzen wiederholen könnten, wie zum Beispiel mit Säure, die Mitarbeiter und Besucher gefährden könnten. Die Tatmotive werden selten bekannt. Öl dient in vielen Religionen und Kulthandlungen zur Reinigung oder Heilung. Ein bekannter Fall in Deutschland fand am 3. Oktober 2020 auf der Museumsinsel in Berlin statt.

## Tatorte in Deutschland (in zeitlicher Reihenfolge)
Bereits vor 2010 hat es in Berlin Öl-Anschläge gegeben. Betrachtet man die Öl-Attacken in einem Umfeld von Diebstählen wie dem der Goldmünze im Bode-Museum 2017, dem Dresdner Juwelendiebstahl 2019 oder weiteren Vandalismustaten, sehen sich die Museen einem „bedenklichen“ Ausmaß an krimineller Energie gegenüber, was „ein Stück weit unsere Gesellschaft widerspiegelt“, so Hermann Parzinger, Präsident der Stiftung Preußischer Kulturbesitz. Kulturstaatsministerin Monika Grütters sagt, Schädigungen von Kulturgut gehen „gegen Grundsätze unseres demokratischen Selbstverständnisses“.
Tatsächliche Gemeinsamkeiten der Taten in Deutschland sind, dass sie alle während der Öffnungszeiten der Museen stattgefunden haben und in allen Fällen pflanzliches Öl verwendet wurde. Eine spekulative Gemeinsamkeit ist, dass alle Kunstwerke oder Tatorte einen Bezug zur rechten politischen Gedankenwelt haben.

### Wewelsburg
Am 12. Juli 2020 wurden an Exponaten in der Wewelsburg Spuren von Vandalismus entdeckt. Die circa 50 durch Öl beschädigten Objekte sind sehr unterschiedlich und stammen aus unterschiedlichen Epochen. Unter ihnen waren Grenzsteine, Kaminsimse, Fußfesseln und die Reproduktion eines Gemäldezyklus.
Wie später in Berlin hinterließen die Täter auch hier kein Bekennerschreiben, daher sind die Tatmotive unklar. Die Wewelsburg war Kultstätte und Versammlungsort für Nationalsozialisten. Ein Bodenmosaik, die sogenannte „Schwarze Sonne“, erinnert an drei übereinander gelegte Hakenkreuze und dient der rechten Szene als Identifikationszeichen. Weil sich auch vor dem abgesperrten Saal mit der „Schwarzen Sonne“ Ölspuren fanden, könnte eine Verbindung zu Rechtsradikalen vermutet werden.

### Cecilienhof
Im September 2020 fand im Schloss Cecilienhof ein Anschlag mit Pflanzenöl auf Kunstwerke statt. Der Vandalismus blieb zunächst unbemerkt und wurde am Abend des 18. September entdeckt. Die Flüssigkeit wurde zunächst für ein verschüttetes Getränk gehalten, was durchaus mal vorkommt. Das Ausmaß der Beschädigungen zeigte sich erst später.
Ölspuren fanden sich beispielsweise auf der Amazonen-Bronze-Plastik von Louis Tuaillon im ehemaligen Arbeitszimmer von US-Präsident Truman. Die Ölspuren erstreckten sich vom Hals des Pferdes bis auf den Oberschenkel der Kriegerin. Weitere Ölspuren sind im Kaminzimmer, in einem Ausstellungsraum zur „Potsdamer Konferenz“ und an den Wänden entdeckt worden. Auf der Bronze-Skulptur konnte das Öl problemlos mit einem Lappen entfernt werden. Nach der Attacke auf der Museumsinsel in Berlin wurde eben jener Lappen im Labor daraufhin untersucht, ob es sich an den zwei Orten um die gleiche Flüssigkeit handelte.
Der Vorfall im Schloss Cecilienhof wurde erst nach den Attacken auf der Museumsinsel in Berlin im Oktober 2020 bekannt gemacht und zur Anzeige gebracht. Als Motiv kann über einen rechtsradikalen Bezug spekuliert werden. Im Schloss Cecilienhof fand nach dem Zweiten Weltkrieg die Potsdamer Konferenz statt. Hier initiierten die USA, Großbritannien und die Sowjetunion die politische und geografische Neuordnung Deutschlands. Konsequenzen dieser Maßnahmen erkennt die zu Teilen rechtsradikale Reichsbürgerbewegung nicht an.

### Museumsinsel Berlin
Am 3. Oktober 2020 wurden während der Museumsöffnungszeiten auf der Museumsinsel Berlin Kulturgüter mit Olivenöl bespritzt. In der Nacht auf den 4. Oktober 2020 sind an mehreren Exponaten Flecken einer öligen Substanz festgestellt worden. Nachdem der Schaden in den Häusern gesichtet worden ist, wurde am 5. Oktober 2020 die Polizei informiert. Die Anschläge fanden im Pergamonmuseum mit den Beständen des Vorderasiatischen Museums, im Museum für Islamische Kunst und der Antikensammlung, im Neuen Museum und in der Alten Nationalgalerie statt. Betroffen sind mindestens 70 Objekte. Die Dauer des Attentats war wahrscheinlich abhängig von der Anzahl der Täter, die jedoch unbekannt ist. Bei einem Täter hätte das Attentat schätzungsweise eine Stunde gedauert.
Überwiegend wurden Werke aus vor- oder nichtchristlichen Kulturen angegriffen, griechische Götterbildnisse, ägyptische Statuen und Sarkophage und europäische Gemälde des späten 19. Jahrhunderts. Betroffen sind zum Beispiel die Statue des Raubvogels aus Basaltstein aus Tell Halaf und der Sarkophag des Ahmose Nefertari sowie das dramatische, sexuell aufgeladene Gemälde Höllische Verdammnis (1893), vom Okkultismus-Anhänger Jean Delville. Dass keine der bekanntesten Exponate betroffen waren, ließ mutmaßen, dass der oder die Täter eher wahllos gehandelt haben.
Die Flüssigkeit hat sichtbare Flecken auf den Objekten hinterlassen. Für den Laien mögen die Ölflecken als gewöhnliche Altersspuren wahrgenommen worden sein. Die Ölflecken waren fast alle in einer Höhe von einem bis anderthalb Metern. Die Spritzer waren 20 Tage später noch zu sehen. Der Museumsverbund teilte mit, dass die Zusammensetzung der Flüssigkeit schnell ermittelt werden konnten. Diese Information hilft den Restauratoren. Die Instandsetzungsarbeiten werden sehr umfangreich, weil viele unterschiedlichen Materialien beschädigt worden sind. Der finanzielle Schaden ist zunächst nicht zu beziffern. Die Höhe des Gesamtschadens lässt sich erst ermessen, wenn die Restaurierungsarbeiten abgeschlossen sein werden.
Es ist der umfangreichste Angriff auf Kunstwerke und Antiken in der Geschichte der Staatlichen Museen zu Berlin. Der Anschlag ist einer der umfangreichsten Angriffe derart, wenn nicht der größte ikonoklastische Angriff, und der größte Angriff auf die Kultur in Nachkriegsdeutschland.

#### Tatmotive
In Berlin wurde kein Bekennerschreiben zugestellt. Ob es sich bei der Attacke um Vandalismus oder eine gezielte Tat handelte, ist unklar. Auch über die Motive lässt sich nur spekulieren. Die Auswahl der Objekte folgte keinem klaren System oder Thema. Dem Anschlag fielen vor allem Kunstwerke zum Opfer, um die sich Verschwörungen entspinnen lassen. Ägyptische Antiken lassen sich assoziieren mit Freimaurern, Illuminaten und Geheimbünden. Vieldeutige, symbolische Gemälde sind in verschiedene Richtungen zu interpretieren. Museumskritiker Nikolaus Bernau mutmaßt, dass der Teufel und die Unterwelt eine wichtige Rolle zu spielen schienen. Zwischen den Sarkophagen und Jahrtausende später entstandenen Gemälden selbst lassen sich keine faktischen Verbindungen herstellen.
Attila Hildmann, der sich als „ultrarechts“ bezeichnet, hatte im Vorfeld, während der Corona-Pause der Museen, über den Instant-Messaging-Dienst Telegram zu einem Anschlag auf das Pergamonmuseum aufgerufen. Er stellte satanistische Zusammenhänge mit dem Pergamonmuseum her. Das Museum sei der Tempel des Dämonen Baal, „Das ist der Ursprung allen Übels hier auf der 'Erde'!“ Des Weiteren zog er Verbindungen zu Coronaverbrechern, Menschenopfern, Kinderschändern und der nahebei gelegenen Privatwohnung von Bundeskanzlerin Angela Merkel. Ferner stünde ebenfalls das Alte Museum im Zusammenhang mit Satanisten, so verbreitete es auch Xavier Naidoo. Am ersten Tag, an dem das Pergamonmuseum nach der Corona-Pause wieder geöffnet war, fanden die Ölanschläge statt.
Die Polizei ermittelt „in alle Richtungen“. Bei dem oder den Tätern könnte es sich um psychisch Kranke handeln. So gibt es Fälle, in denen sich Täter von einem Exponat angegriffen fühlen und es daher zerstören wollen, wie beispielsweise 1959 beim Rubens Gemälde Der Höllensturz der Verdammten. Oder einen Täter treibt der Wunsch nach Berühmtheit oder politische Motive. Die Polizei sagte, dass sie kein Muster erkennen könne.

#### Publikmachung
Über zwei Wochen lang wurden weder die Öffentlichkeit noch andere möglicherweise gefährdete Museen über die Öl-Attacken informiert. Registrierte Besucher wurden nicht zur Zeugenbefragung kontaktiert. In der Presse stellte sich die Frage, weshalb die Informationen zurückgehalten wurden. Die Quelle für diese Verzögerung ist nicht klar ersichtlich. Die Stiftung Preußischer Kulturbesitz sagte, sie habe die Tat aus polizeitaktischen Gründen geheim gehalten. Die Polizei andererseits sagte, sie habe in Absprache mit den Museen nichts veröffentlicht. Gleichzeitig war der Fall laut Polizei aus ermittlungstaktischen Gründen nicht früher öffentlich gemacht worden.
Doch gibt es zahlreiche Gründe, die für diese Kommunikationspause sprechen. Die Polizei wollte den Tatort zunächst in Ruhe untersuchen. Es sollte kein Täterwissen an die Öffentlichkeit gelangen. Dem Täter sollte kein Forum geschaffen werden. Nachahmungstaten sollten unterbunden werden. Leihgeber beschädigter Kunstwerke sollten vorab informiert werden. Zudem werfen die Öl-Anschläge ein schlechtes Bild auf bestehende Rückgabeforderungen für koloniale Kulturgüter, denen von deutscher Seite nicht entsprochen wird, weil die Kunstwerke in Deutschland sicherer seien als in Afrika.
Es wurde eine Ermittlung wegen „gemeinschädlicher Sachbeschädigung“ eingeleitet. Aus den Museen waren keine zielführenden Videoaufnahmen vorhanden, da nur wenige sichtbare Überwachungskameras installiert waren. Bei Anschaffungen von Sicherheitsmaßnahmen wurde bisher vornehmlich nach Preis entschieden. Rund zwei Wochen nach den Anschlägen ging das Landeskriminalamt an die Öffentlichkeit, um nach Zeugen zu suchen. Besucher, die wegen der Coronamaßnahmen Kontaktdaten hinterlegt hatten, wurden per E-Mail um Hinweise gebeten.
Journalistische Stimmen appellierten daran, gegen die Attacken „aus einem staatsbürgerlichen Selbstverständnis heraus“ anzugehen, also dass alle Bürger gefragt seien, sich für die Sicherheit unserer Kulturgüter einzusetzen.

## Tatorte international
Seit 1990 sind international Fälle von Ölanschlägen auf Kunstwerke bekannt. Unter den betroffenen Ländern sind neben Deutschland bereits Griechenland, England, Japan, Mexiko, Australien und der Osten der USA.
In Mexiko fand ein Anschlag auf die sehr bekannte monolithische Steinskulptur der Göttin Tlaltecuhtli im Aztekischen Templo Mayor statt.
Auch wenn in der mexikanischen Mythologie Öl eher unüblich ist, lässt sich vermuten, dass es bei allen Anschlägen mythologische Hintergründe gab, da es unwahrscheinlich scheint, dass beschädigte Ziele und Kunstwerke heutzutage zufällig gewählt werden, weil sich deren Bedeutungen in der heutigen Zeit unproblematisch recherchieren lassen.

### Athen
In Griechenland wurden 2018 zwei Frauen zu 4 Jahren Bewährungsstrafe verurteilt, die in drei Museen Ölattacken begangen hatten. Viele der beschädigten Artefakte benötigten umfassende Konservierungsarbeiten.
Die Täterinnen waren zunächst im Byzantinischen und Christlichen Museum und im Benaki-Museum straffällig geworden. Sie wurden daraufhin von den Behörden gesucht, wegen Beschädigung von Statuen, Kunstwerken und Auslagen. Im Nationalen Historischen Museum Athen wurden sie in flagranti erwischt. Ein Wärter erkannte die Täterinnen von einem Steckbrief. Es handelte sich um bulgarische Roma im Alter um die 50 Jahre.
Die Attentäterinnen hatten die Kunstwerke aus der christlichen Ära mit Frittieröl und Myrrhe bespritzt. Als Motiv gaben die Frauen vermeintliche religiöse Gründe an. Sie wollten die Welt von bösen Geistern befreien und die Objekte „reinigen“, Zitat: „weil die Heilige Schrift sagt, dass es ein Wunder ist“.

## Gegenmaßnahmen
Für die Museen ist es schwierig, Gegenmaßnahmen gegen gezielte kriminelle Energie zu ergreifen. Die Öl-Anschläge fanden sowohl in geschlossenen Räumen als auch unter freiem Himmel statt, wo es umso schwieriger ist, Gegenmaßnahmen zu ergreifen. Das könnte dazu führen, dass Großobjekte nicht mehr frei ausgestellt werden können. Investitionen in die Sicherheit wären hilfreich, sind jedoch kein Allheilmittel. Es geht ein Appell der gesellschaftlichen Gesamtverantwortung an die Museumsbesucher, aufmerksam zu sein.